# Fernando Coniglio
Fernando Coniglio (Laborde, Provincia de Córdoba, Argentina; 24 de noviembre de 1991) es un futbolista argentino. Juega como delantero y su primer equipo fue Rosario Central. Actualmente milita en Luparense de la Serie D de Italia.

## Trayectoria

### Rosario Central
Fernando debutó en medio de un momento institucional complicado y asediado por el descenso. Su debut fue a los 18 años el 9 de abril de 2010: ingresó a los 80 minutos ante Argentinos Juniors por la decimotercera fecha del Torneo Clausura. Su equipo perdió 1 a 0.
Al finalizar el campeonato, su equipo descendió a la Primera B Nacional y Fernando no logró sumar minutos en lo que restaba del año. En el 2011, ante la ausencia de delanteros, Héctor Rivoira (entrenador de Central por ese entonces) lo convocó para integrar el primer equipo. Su debut en Segunda División se produjo ante Atlético Rafaela, en la fecha 25, donde Coniglio ingresó a los 79 minutos. Con la llegada de Omar Palma como técnico, volvió a sumar minutos ante Deportivo Merlo en la fecha 28 donde ingresó a los 90 minutos del encuentro. Su primer partido de titular fue ante Chacarita por la fecha 29, allí marcó su primer gol que permitió a su equipo ganar por 2 a 1. En la fecha siguiente volvió a ser titular en la visita a Independiente Rivadavia y volvió a marcar para que su equipo gane 1 a 0. Por la fecha 32 Fernando marcó en la visita a Instituto en Córdoba en el empate por 3 a 3. Además durante ese partido se fue expulsado por primera vez en su carrera. Volvió a ganar la titularidad en las últimas dos fechas del torneo (ya sin chances de que Central pueda volver a Primera División).
En el segundo semestre del año, con la llegada de Pizzi como director técnico, no tuvo lugar en el equipo y solo ingreso como suplente en la fecha 8 ante Almirante Brown a los 75 minutos del encuentro. En abril de 2012 sufrió una lesión en su pie izquierdo que lo marginó por completo de lo que restaba de la temporada.
En la temporada 2012-2013 no fue tenido en cuenta durante los primeros partidos por el entrenador Miguel Ángel Russo y recién fue titular en la fecha 11 ante Douglas Haig, allí anotó el empate parcial de Central en la derrota por 3 a 1. Volvió a anotar un gol en la victoria por 1 a 0 ante Defensa y Justicia en la fecha 14. Terminó la primera rueda como titular, pero durante la segunda mitad del torneo fue suplente de Javier Toledo. Al finalizar el campeonato su equipo ascendió a la Primera División.

### Chacarita Juniors
En 2016 fichó para Chacarita Juniors, donde fue el goleador del equipo en la B Nacional, con 11 goles en tan solo 19 partidos.

### Olimpo
Tras su gran temporada, en julio de 2016, el Club Olimpo compró el 50 % de los derechos económicos. Debutó el 23 de octubre en la derrota por 1-2 ante Racing por los 16avos de final de la Copa Argentina, partido en el que convertiría su primer gol con la camiseta del "Aurinegro". Ya en el campeonato de Primera División, le marca un gol a Godoy Cruz y a Atlético Tucumán en las victorias por 3-0 y 2-1. Tras malos rendimientos y alternando entre el equipo titular y el banco de suplentes, en 2017, muestra su mejor cara marcándole consecutivamente un gol a Aldosivi, un doblete a Estudiantes y un tanto a Newell's. Una semana más tarde marcaría otros 2 tantos a Huracán y un gol a Ferro en los 32avos de final de la Copa Argentina. En la última fecha del campeonato local marca un doblete en la victoria por 3-0 ante Aldosivi, lo que le permitió a Olimpo evitar el descenso y permanecer en la Primera División.

## Selección nacional
Fue preseleccionado para participar en la Copa Mundial Sub-20 de 2011, pero finalmente no formó parte del plantel. En el mismo año integró el equipo sub-20 que obtuvo la medalla de plata en los Juegos Panamericanos de Guadalajara 2011 (disputó 3 encuentros y no marcó goles).

## Estadísticas
- Actualizado al 4 de mayo de 2025

### Clubes
| Club                        | Div.                | Temporada           | Liga  | Liga  | Copa nacional | Copa nacional | Copa internacional | Copa internacional | Total | Total |
| Club                        | Div.                | Temporada           | Part. | Goles | Part.         | Goles         | Part.              | Goles              | Part. | Goles |
| --------------------------- | ------------------- | ------------------- | ----- | ----- | ------------- | ------------- | ------------------ | ------------------ | ----- | ----- |
| Rosario Central Argentina   | 1.ª                 | 2009/10             | 1     | 0     | —             | —             | —                  | —                  | 1     | 0     |
| Rosario Central Argentina   | 2.ª                 | 2010/11             | 10    | 3     | —             | —             | —                  | —                  | 10    | 3     |
| Rosario Central Argentina   | 2.ª                 | 2011/12             | 1     | 0     | —             | —             | —                  | —                  | 1     | 0     |
| Rosario Central Argentina   | 2.ª                 | 2012/13             | 15    | 2     | 1             | 1             | —                  | —                  | 16    | 3     |
| Rosario Central Argentina   | 1.ª                 | 2015                | 0     | 0     | —             | —             | —                  | —                  | 0     | 0     |
| Rosario Central Argentina   | Total               | Total               | 27    | 5     | 1             | 1             | 0                  | 0                  | 28    | 6     |
| Sarmiento (J) Argentina     | 2.ª                 | 2013/14             | 11    | 0     | —             | —             | —                  | —                  | 11    | 0     |
| Sarmiento (J) Argentina     | Total               | Total               | 11    | 0     | 0             | 0             | 0                  | 0                  | 11    | 0     |
| Sportivo Belgrano Argentina | 2.ª                 | 2013/14             | 4     | 0     | —             | —             | —                  | —                  | 4     | 0     |
| Sportivo Belgrano Argentina | 2.ª                 | 2014                | 20    | 5     | —             | —             | —                  | —                  | 20    | 5     |
| Sportivo Belgrano Argentina | Total               | Total               | 24    | 5     | 0             | 0             | 0                  | 0                  | 24    | 5     |
| Unión Argentina             | 1.ª                 | 2015                | 7     | 0     | —             | —             | —                  | —                  | 7     | 0     |
| Unión Argentina             | Total               | Total               | 7     | 0     | 0             | 0             | 0                  | 0                  | 7     | 0     |
| Chacarita Argentina         | 2.ª                 | 2016                | 21    | 11    | —             | —             | —                  | —                  | 21    | 11    |
| Chacarita Argentina         | Total               | Total               | 21    | 11    | 0             | 0             | 0                  | 0                  | 21    | 11    |
| Olimpo Argentina            | 1.ª                 | 2016/17             | 27    | 10    | 2             | 2             | —                  | —                  | 29    | 12    |
| Olimpo Argentina            | Total               | Total               | 27    | 10    | 2             | 2             | 0                  | 0                  | 29    | 12    |
| Huracán Argentina           | 1.ª                 | 2017/18             | 23    | 3     | 2             | 0             | 1                  | 0                  | 26    | 3     |
| Huracán Argentina           | 1.ª                 | 2019/20             | 17    | 3     | —             | —             | 2                  | 0                  | 19    | 3     |
| Huracán Argentina           | 1.ª                 | 2020                | 0     | 0     | —             | —             | —                  | —                  | 0     | 0     |
| Huracán Argentina           | Total               | Total               | 40    | 6     | 2             | 0             | 3                  | 0                  | 45    | 6     |
| Lanús Argentina             | 1.ª                 | 2018/19             | 8     | 0     | 1             | 1             | 2                  | 0                  | 11    | 1     |
| Lanús Argentina             | Total               | Total               | 8     | 0     | 1             | 1             | 2                  | 0                  | 11    | 1     |
| Tenerife · España           | 2.ª                 | 2018/19             | 16    | 0     | —             | —             | —                  | —                  | 16    | 0     |
| Tenerife · España           | Total               | Total               | 16    | 0     | 0             | 0             | 0                  | 0                  | 16    | 0     |
| Curicó Unido · Chile        | 1.ª                 | 2021                | 13    | 1     | —             | —             | —                  | —                  | 13    | 1     |
| Curicó Unido · Chile        | Total               | Total               | 13    | 1     | 0             | 0             | 0                  | 0                  | 13    | 1     |
| San Luis (Q) · Chile        | 2.ª                 | 2021                | 12    | 4     | —             | —             | —                  | —                  | 12    | 4     |
| San Luis (Q) · Chile        | Total               | Total               | 12    | 4     | 0             | 0             | 0                  | 0                  | 12    | 4     |
| Santa Fe · Colombia         | 1.ª                 | 2022                | 17    | 0     | 4             | 2             | —                  | —                  | 21    | 2     |
| Santa Fe · Colombia         | Total               | Total               | 17    | 0     | 4             | 2             | 0                  | 0                  | 21    | 2     |
| Delfín · Ecuador            | 1.ª                 | 2022                | 10    | 0     | 1             | 0             | —                  | —                  | 11    | 0     |
| Delfín · Ecuador            | Total               | Total               | 10    | 0     | 1             | 0             | 0                  | 0                  | 11    | 0     |
| Tristán Suárez Argentina    | 2.ª                 | 2023                | 9     | 2     | —             | —             | —                  | —                  | 9     | 2     |
| Tristán Suárez Argentina    | Total               | Total               | 9     | 2     | 0             | 0             | 0                  | 0                  | 9     | 2     |
| Anagennisi · Grecia         | 2.ª                 | 2023/24             | 27    | 10    | —             | —             | —                  | —                  | 27    | 10    |
| Anagennisi · Grecia         | Total               | Total               | 27    | 10    | 0             | 0             | 0                  | 0                  | 27    | 10    |
| Puteolana · Italia          | 4.ª                 | 2024/25             | 34    | 10    | —             | —             | —                  | —                  | 34    | 10    |
| Puteolana · Italia          | Total               | Total               | 34    | 10    | 0             | 0             | 0                  | 0                  | 34    | 10    |
| Luparense · Italia          | 4.ª                 | 2025/26             | 0     | 0     | —             | —             | —                  | —                  | 0     | 0     |
| Luparense · Italia          | Total               | Total               | 0     | 0     | 0             | 0             | 0                  | 0                  | 0     | 0     |
| Total en su carrera         | Total en su carrera | Total en su carrera | 303   | 64    | 11            | 6             | 5                  | 0                  | 319   | 70    |

### Selección
| Selección                         | Año                 | Amistosos | Amistosos | Sudamérica(1) | Sudamérica(1) | Mundial | Mundial | Total | Total |
| Selección                         | Año                 | Part.     | Goles     | Part.         | Goles         | Part.   | Goles   | Part. | Goles |
| --------------------------------- | ------------------- | --------- | --------- | ------------- | ------------- | ------- | ------- | ----- | ----- |
| Sub-22 Argentina                  | 2011                | —         | —         | 3             | 0             | —       | —       | 3     | 0     |
| Sub-22 Argentina                  | Total               | 0         | 0         | 3             | 0             | 0       | 0       | 3     | 0     |
| Total en su carrera               | Total en su carrera | 0         | 0         | 3             | 0             | 0       | 0       | 3     | 0     |
| (1) Incluye Juegos Panamericanos. |                     |           |           |               |               |         |         |       |       |

## Palmarés

### Campeonatos nacionales
| Título             | Club            | País      | Año  |
| ------------------ | --------------- | --------- | ---- |
| Primera B Nacional | Rosario Central | Argentina | 2013 |